# 2007年中國製造出口產品回收事件
2007年中國製造出口產品回收事件，亦名中國製造出口產品退貨事件，為美國及歐洲聯盟於2007年針對中國一些劣質出口產品實行回收、退貨、銷毀或不收貨等措施。
該中國製品退貨事件涉及寵物食品、兒童玩具及牙膏等。該事件令於中國大陸設工廠、從事加工生產之企業遇上严重困局，甚至破產。

## 有毒寵物食品
2007年3月16日，美國食品藥物管理局檢驗發現，中國所生產的寵物食品主原料小麥筋蛋白裡含有有毒工業化學物質三聚氰胺及三聚氰酸，以作為冒牌蛋白質之用，造成美國、加拿大數萬隻寵物死亡。

## 有毒牙膏
2007年5月19日，中國製造的牙膏被檢出以致癌化學物質二甘醇作為牙膏保濕劑，已在全球各地造成多人死亡。

## 黑心玩具
2007年8月12日，中國製造的玩具中被檢出含有高濃度的重金屬鉛、汞和鎘，遭美國政府下令全面回收。
2007年9月21日，美国玩具商美泰的执行副总裁德布卢斯基於北京与中国国家质检总局局长李长江会面时，承认近期回收之中国製玩具，部份因为美泰未能落實對其產品的安全檢測，就此向中国及消费者致歉，并承诺承担责任。但隔天美泰發表聲明，指前述報導「搞錯重點」。 布盧斯基也強調，將加強在中國境內的產品檢驗同時及安全審核，務求在產品離境中國前發現任何缺陷。